# 菊地瞳
菊地瞳（6月13日—）是日本的女性聲優，事務所為Aksent。

## 演出作品
粗體字為主要角色。

### 電視動畫
2011年
- 昭和物語（旁白）

2013年
- 人生Best Ten

2015年
- 潮與虎（側室B）
- Concrete Revolutio～超人幻想～（千夏）

2016年
- 牙狼〈GARO〉-紅蓮之月-（親戚的女兒）
- Concrete Revolutio～超人幻想～THE LAST SONG（班長）
- 高校艦隊（武田美千留[2]）
- 超時空要塞Δ（莉蒂·露·格倫）
- 鋼彈創鬥者TRY Island Wars（研究員）
- SHOW BY ROCK!!#（女侍者）
- 精靈寶可夢 太陽&月亮（水蓮[3]、店員）

2019年
- 為什麼老師會在這裡！？（鈴木麗）

### OVA
2017年
- 高校艦隊（武田美千留）

### 網路動畫
2010年

### 遊戲
2014年
- 十三支演義 ～偃月三國傳～2（日语：十三支演義 〜偃月三国伝〜）（弦月）

2015年
- XUCCESS HEAVEN（猫目石ケイ、二見桔梗）
- XUCCESS HEAVEN REBELLION（[4]）
- World Gimmick（深宜）

### 外語片
- CSI犯罪現場
- Justin Time（英语：Justin Time (TV series)）
- project RUNWAY（凱特·柏絲沃）
- WILD HORSES（リジー）

### 電視節目
- 全力坂（日语：全力坂）
- Morning Show（日语：モーニングショー）「SUNSTAR 資訊型廣告」

## 音樂作品

### 角色歌
| 發售日  | 商品名稱                    | 演唱名義             | 歌曲     | 備註                         |
| 2016年  | 2016年                      | 2016年               | 2016年   | 2016年                       |
| ------- | --------------------------- | -------------------- | -------- | ---------------------------- |
| 9月28日 | 高校艦隊 BD、DVD第4卷特典CD | 武田美千留（菊地瞳） | 「360°」 | 電視動畫《高校艦隊》相關歌曲 |

## 外部連結
- 事務所官方簡介 （页面存档备份，存于）（日語）
- 官方部落格 （页面存档备份，存于）（日語）
- 菊地瞳的X（前Twitter）（日語）